# Еремеев, Александр Иванович
Александр Иванович Еремеев — советский хозяйственный, государственный и политический деятель.

## Биография
Родился в 1903 году в Мичуринске. Член КПСС с 1924 года.
С 1919 года — на хозяйственной, общественной и политической работе. В 1919—1959 гг. — слесарь железнодорожных мастерских, учащийся, студент МИЭИЖТ, главный инженер, директор ряда крупных заводов, начальник 14-го Управления Министерства авиационной промышленности СССР, директор Саратовского авиационного завода, председатель Совета народного хозяйства Саратовского экономического административного района.
Избирался депутатом Верховного Совета СССР 5-го созыва.
Умер после 1959 года.